# Mestre Prego do Pelourinho
Mestre Prego do Pelourinho, nome artístico de Válter Aragão França (1944 — Salvador, 3 de julho de 2010) foi um músico brasileiro.
Mestre Prego participou da formação de importantes grupos de percussão do estado da Bahia, como Ilê Ayê e Olodum.